# جيمس غراهام (لاعب رماية)
جيمس غراهام (بالإنجليزية: James Graham)‏ هو لاعب رماية أمريكي، ولد في 12 فبراير 1873 في Long Lake, Illinois ‏ في الولايات المتحدة، وتوفي في 18 فبراير 1950.

## وصلات خارجية
- جيمس غراهام على موقع الاتحاد الدولي (الإنجليزية)
- جيمس غراهام على موقع أوليمبيديا (الإنجليزية)